# Клерф
Клерф (люксемб. Klerf, фр. Clerve) — річка у Великому герцогстві Люксембург. Бере початок біля села Хульданж на крайній півночі країни. У верхній течії має назву Вольц (люксемб. Wolz). Впадає у Вільц біля села Каутенбах комуни Кішпельт. Довжина річки — 48 км.

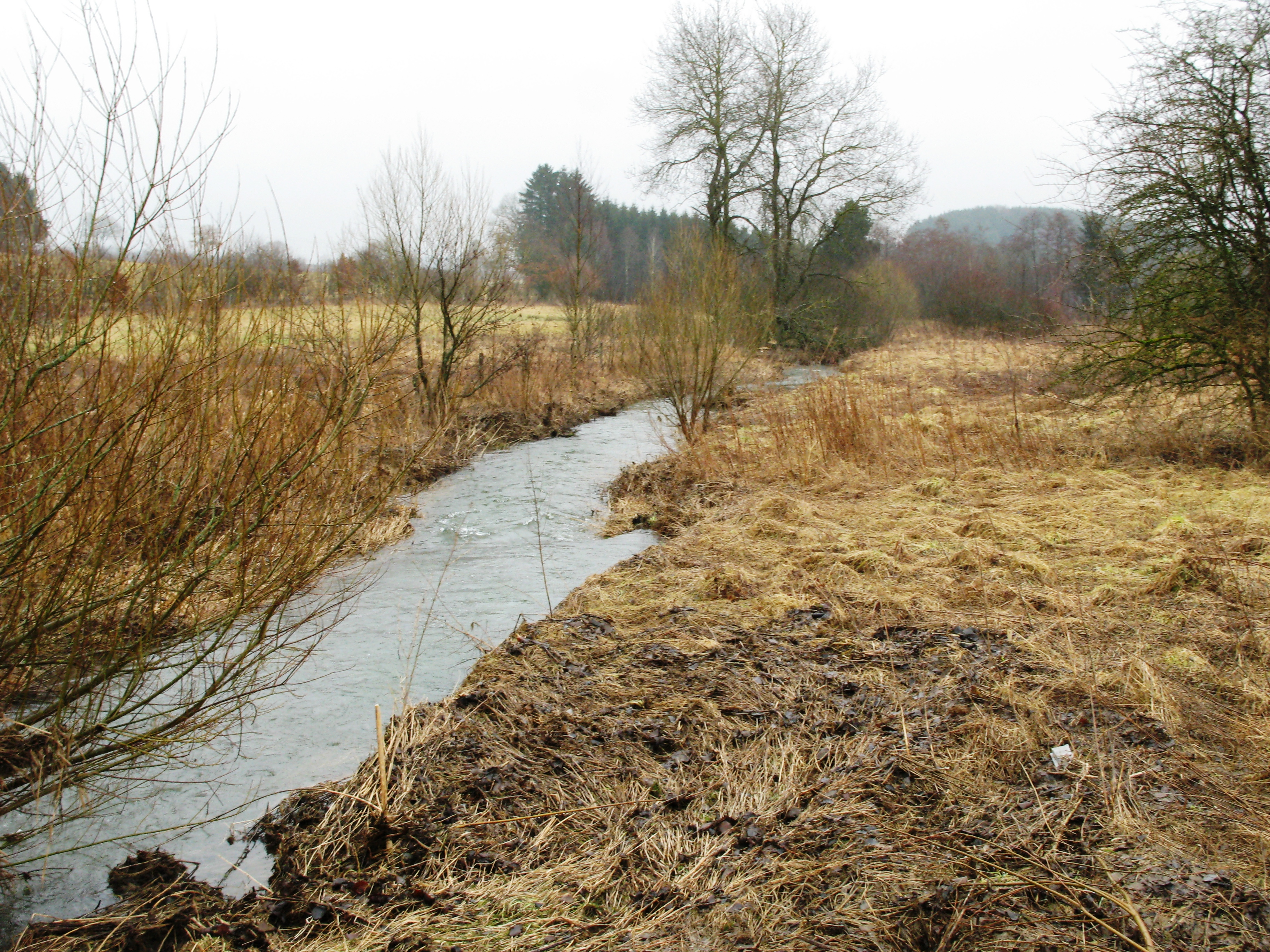
Клерф у верхній течії.
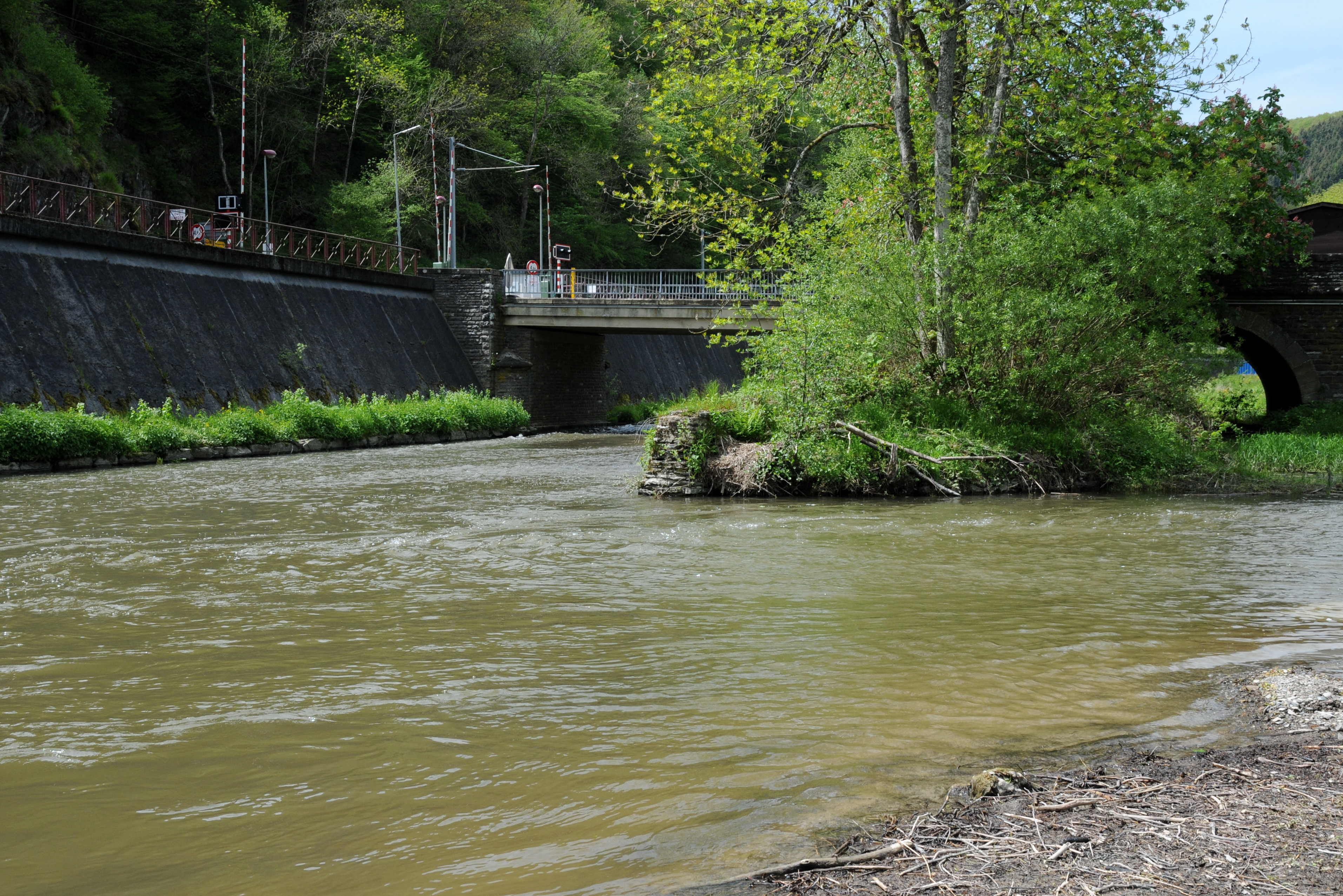
Місце впадіння Клерф у Вільц.